# .om
.om és el domini de primer nivell territorial (ccTLD) d'Internet d'Oman.

## Registre
Actualment, l'Autoritat Reguladora de les Telecomunicacions és el registre del ccTLD de .om. L'Autoritat és la responsable única de la gestió dels dominis de primer nivell «.om» i «.عمان» Per dur a terme aquesta funció, l'Autoritat pot:
1. Disposar regles, instruccions i guies per l'administració dels seus dominis.
2. Aprovar els registradors acreditats i publicar-ne una llista al web de l'Autoritat o qualsevol altre mitjà.
3. Monitoritzar els registradors acreditats i els seus clients per comprovar que compleixen les regles, instruccions i guies relacionades amb els seus noms de domini respectius.
4. Publicar les decisions de finalitzar l'acreditació dels registradors acreditats al web de l'Autoritat o per qualsevol altre mitjà.
5. Prendre accions relatives a les apel·lacions i queixes que interposin els registradors acreditats o els que registren noms o qualsevol part implicada de qualsevol manera en la implementació de les provisions d'aquesta Regulació, sense prejudici de les provisions de la Llei de Propietat Industrial i la seva regulació executiva.

## Zones .om
Si .om permetés el registre sempre del segon nivell del domini sense restriccions, permetria moltes formes de ciberocupació. Per exemple, en lloc de yahoo.com, un podria col·locar el "yahooc" seguidament seguit per ".om" per crear un error tipogràfic "yahooc.om"
El primer nivell .om conté les següents zones:
| Zona       | Categories de Registre |
| ---------- | --- |
| .om        | Per a les seccions administratives del govern i els empreses autoritzades d'Oman i, des de 2014, disponible per empreses i particulars d'Oman. |
| .co.om     | Per a empreses i negocis inscrits a Oman |
| .com.om    | Per a empreses i negocis inscrits a Oman |
| .org.om    | Per a empreses públiques generals (sense ànim de lucre) permeses per a Oman                                                                    |
| .net.om    | Per a empreses que proporcionen serveis de telecomunicacions a Oman                                                                            |
| .edu.om    | Per a institucions educatives públiques o privades                                                                                             |
| .gov.om    | Per a agències governamentals d'Oman |
| .museum.om | Per a entitats privades o governamentals que posseeixen o operen museus a Oman                                                                 |
| .pro.om    | Per a sindicats i associacions professionals amb llicència a Oman, com ara col·legis de metges o enginyers, o qualsevol membre seu.            |
| .med.om    | Per a empreses mèdiques governamentals o privades                                                                                              |

## Registradors
Els Registradors Acreditats són:
- GulfCyberTech E- Solutions Arxivat 2020-12-09 a Wayback Machine.
- Ooredoo Oman Arxivat 2017-07-02 a Wayback Machine.
- Oman Telecommunication Company